# Accord de libre-échange entre l'Égypte et la Turquie
L'accord de libre-échange entre l'Égypte et la Turquie est un accord de libre-échange signé le 27 décembre 2005 et entré en application le 1er mars 2007. L'accord induit la suppression de tous les droits de douane entre les deux pays, après la diminution progressive des droits de douane pendant une période de 12 ans. À partir de 2020, à la suite de la détérioration des relations diplomatiques entre les deux pays et de par la balance des échanges nettement en faveur de la Turquie, l'accord est remis en question.